# 「リゴレット」による演奏会用パラフレーズ
「リゴレット」による演奏会用パラフレーズ（仏: Paraphrase de concert sur Rigoletto, サール番号：S.434）はフランツ・リストの作曲（編曲）したピアノ曲。題名は「リゴレット・パラフレーズ」（仏/独/英: "Rigoletto Paraphrase"、伊: "Rigoletto Parafrasi"）とも呼ばれる。

## 概要
ジュゼッペ・ヴェルディの歌劇『リゴレット』の音楽を編曲したもので、1859年に書かれた。ピアノのヴィルトゥオーゾであったリストがオペラに基づくショーピースを書く場合、当然彼自身の演奏会のために書かれたものが中心となるが、彼がヴァイマルに定住しピアニストとして一線を退いてからは、彼の弟子が演奏するために書かれることも多かった。この作品もその一つで、ハンス・フォン・ビューローのために書かれたものである。
初演は1859年11月25日にベルリン・ジングアカデミーのホールでビューローによって行われ、プログラムの最後に置かれた本作は好評を博した。1860年春には出版され、短期間にヨーロッパ各地でリプリントが増刷されたことが確認されている。明朗で親しみやすい曲想を持ち、規模もさほど大きくないこともあって、リストのオペラ・パラフレーズの中でも特に演奏機会が多い作品である。
ヴェルディのオペラでは、女遊びの名手であるマントヴァ公爵が上機嫌で「La donna è mobile」（女は気まぐれ）を口ずさんだしばらくののちに「リゴレット・パレフレーズ」の当該場面に移行する。公爵はお忍びでやって来た居酒屋で店主の妹マッダレーナに愛を語るのだが、この店主は公爵を暗殺する依頼を受けている殺し屋スパラフチーレである。妹は男の口説き文句には慣れたものである。妹は公爵が「Bella figlia dell'amore, —」（美しい恋の乙女よ、—）や、「Con un detto sol tu puoi, le mie pene consolar」（君のたった一言が、傷付いた僕の心を癒すんだ）などと愛を歌っても笑って受け流す。公爵暗殺の依頼人である道化師のリゴレットと、公爵に想いを寄せるリゴレットの娘ジルダは、居酒屋の女と良い仲になっている公爵の一部始終を目撃する。リゴレットの娘は嘆き悲しみ、公爵の正体を娘に見せつけたリゴレットは娘に公爵への想いを諦めさせようと慰め、公爵への復讐を口にする。

## 楽曲構成
演奏時間は約7分。オペラの中から何曲かを抜き出すのではなく、第3幕の四重唱「美しい恋の乙女よ」（"Bella figlia dell'amore"）のみを扱っている。これは同時に出版された2曲のヴェルディによるパラフレーズ（『エルナーニ』によるS.432、『イル・トロヴァトーレ』によるS.433）も同様である。
即興的な序奏はホ長調で始まり、主部でマッダレーナとジルダの歌う二つの動機を扱う。主部はアンダンテ、変ニ長調、4/4拍子。即興的なパッセージの付加や繰り返しがある他は、ほぼ原曲の構成に忠実に編曲されている。短いコーダはプレストとなり、ダブルオクターヴの華麗なパッセージで締めくくる。
大きな音量が要求される場面は少なく、スケール、アルペジオ、重音などによる繊細なパッセージや、原曲の多声部の絡みを生かすための音色の使い分け、後半で重用されるオクターヴなどを処理する技巧が必要となる。